# Барроу (река)
Ба́рроу (англ. Barrow, ирл. Abhainn na Bearú, An Bhearú [Ан-Вяру], др.‑ирл. Berba) — река в Ирландии. Общая длина — 191 км (2-е место в стране).
Река берёт своё начало в невысоких горах Слив Блум в графстве Лиишь и течёт в южном направлении через Уотерфорд, Килкенни и Карлоу до Кельтского моря. Кроме того, Барроу соединяется Гранд-каналом с городом Эфи в графстве Килдэр.
Древнее название реки — Берба — связано со словом «кипеть» (др.‑ирл. berbaid). Барроу вместе с реками Нор и Шур носят название «Три сестры».